# Bariša Krasić
Bariša Krasić (Mostar, 16 settembre 1978) è un ex cestista e allenatore di pallacanestro bosniaco con cittadinanza croata.

## Carriera
Con la Bosnia ed Erzegovina ha disputato due edizioni dei Campionati europei (2001, 2003).

## Palmarès

### Giocatore
- Campionato croato: 1

Cibona Zagabria: 2006-07

### Vice-allenatore
- Campionato croato: 1

Cibona Zagabria: 2018-19